# QQ (instant messenger)
QQ, anche noto come Tencent QQ, è il più popolare programma di messaggistica istantanea in Cina. Il programma è di proprietà della Tencent Holdings Limited. Quando entrò nelle famiglie cinesi, QQ divenne subito un fenomeno culturale moderno, superando per importanza Skype, AIM, ICQ, MSN e Yahoo!. Oltre al programma di chat, QQ ha anche sviluppato altre applicazioni, quali giochi online, suonerie scaricabili eccetera.

## L'origine del termine
Il nome originale di QQ è OICQ (che significa "OpenICQ" o ancora Oh, I seek you, in italiano "Oh, ti cerco"). Il termine venne modificato per ragioni di omonimia con un altro popolare programma di messaggeria istantanea, ICQ, che avrebbe potuto fare causa alla Tencent Holdings Limited; si decise di chiamare l'applicazione QQ.

## Storia
Tencent è nato a Shenzhen, nella Repubblica popolare cinese nel novembre 1998, sebbene sia stata ufficialmente lanciata nel febbraio 1999. Dopo numerosi anni, il 16 giugno 2004, le azioni della Tencent (SEHK 700) vennero rese pubbliche, presso la borsa valori di Hong Kong.

## Utilizzo
Si stima che siano più di 800 milioni le persone che usano QQ e ogni mese sono più di 300 milioni gli utenti on-line simultaneamente in Cina. QQ non è più solo un semplice instant messenger, ma un fenomeno che da tempo fa parte della cultura cinese. Fuori dalla Cina l'utilizzo di QQ è estremamente limitato, se si esclude un modesto successo ottenuto in Sudafrica, dove peraltro ha ispirato una canzone di un gruppo musicale locale, The Finkelsteins, intitolata QQ Me. QQ è utilizzato soprattutto dalle persone che vogliono comunicare all'interno di determinati Paesi, per esempio gli espatriati, gli studenti internazionali e le persone che studiano il cinese.